# جریچینیانو دی آورسا
جریچینیانو دی آورسا (به ایتالیایی: Gricignano di Aversa) یک کومونه در ایتالیا است که در استان کسرتا واقع شده‌است.

## خصوصیات
جریچینیانو دی آورسا ۹٫۸ کیلومترمربع مساحت و ۹٬۷۲۵ نفر جمعیت دارد.